# Wilfredo Carbó
Wilfredo Carbó Lamz (1º dicembre 1969) è un ex giocatore di calcio a 5 cubano.

## Carriera
Dopo aver trascorso buona parte della carriera nel calcio, arrivando a difendere la porta della nazionale cubana al torneo di qualificazione per i Giochi Olimpici, nel 1997 si cimenta per la prima volta con il calcio a 5. In occasione del FIFA Futsal World Championship 2000 abbandona definitivamente il calcio. Con la nazionale di calcio a 5 gioca fino in tarda età, partecipando anche ai mondiali del 2004 e del 2008.